# San Miguel (Uayma)
San Miguel es una hacienda y población del municipio de Uayma en el estado de Yucatán localizado en el sureste de México.

## Origen del nombre
El nombre (San Miguel) hace referencia al Arcángel Miguel .

## Infraestructura
Entre la infraestructura con la que cuenta:
- Una Hacienda.

## Importancia histórica
Tuvo su esplendor durante la época del auge henequenero y emitió fichas de hacienda las cuales por su diseño son de interés para los numismáticos.

## Demografía
Según el censo de 2010 realizado por el INEGI, la población de la localidad era de 0 habitantes.
| 5                           | 9 | 5 | 10 | ? | ? | ? | ? | 0 |
| (Fuente: INEGI [Consultar]) |   |   |    |   |   |   |   |   |